# La vita è nostra (film 1946)
La vita è nostra (Claudia and David) è un film del 1946 diretto da Walter Lang.

## Produzione
Il film fu prodotto dalla Twentieth Century Fox Film Corporation.

## Distribuzione
Distribuito dalla Twentieth Century Fox Film Corporation, il film uscì nelle sale cinematografiche USA il 25 febbraio 1946 con il titolo originale Claudia and David.